# Филиппини, Франческо
Франче́ско Филиппи́ни (итал. Francesco Filippini; 18 сентября 1853, Брешиа, Ломбардо-Венецианское королевство — 9 марта 1895, Милан, королевство Италия) — итальянский художник, выпускник художественной школы при пинакотеке Тозио Мартиненго в Брешии и Брерской академии искусств в Милане, почётный член Брерской академии искусств, участник движения скапильятура, представитель школы ломбардского натурализма.
Неоднократно выигрывал конкурс, учреждённый меценатом и коллекционером Камилло Броццони, в 1876, 1879, 1880 и 1881 годах. Лауреат премий Фумагалли (1887), Фонда Каноника (1889) и Фонда Милиуса (1890). Ныне его работы входят в собрания Брерской пинакотеки и Галереи современного искусства в Милане, Муниципального музея искусств и истории в Брешии и частные коллекции.

## Биография

### Ранние годы
Франческо Филиппини родился в городе Брешиа 18 сентября 1853 года в семье бедных горожан Лоренцо Филиппини и Сильвии, урождённой Синьория; отец его был плотником, мать — швеёй. В нём рано раскрылся талант художника. В возрасте тринадцати лет он устроился гарсоном в кондитерскую «Пастиччерья Кьяппа», и в свободное от работы время, по памяти, древесным углём рисовал небольшие портреты хозяина кондитерской и членов его семьи. Затем, благодаря каллиграфическому почерку, его приняли на работу клерком в контору к адвокату, откуда позднее он перешёл в контору к нотариусу.

### Обучение
В 1871 году Франческо Филиппини поступил в художественную школу при пинакотеке Тозио Мартиненго в Брешии, где учился у Джузеппе Ариасси, Бортоло Скермини и Луиджи Кампини; последний оказал особое влияние на его становление как живописца. Во время обучения ухудшилось материальное положение будущего художника, и в 1872 году, по решению совета попечителей школы, ему была определена ежегодная стипендия в размере 150 лир, что позволило продолжить образование.

### Академический период (1875—1880)
В октябре 1875 года, вместе с другом и коллегой Луиджи Ломбарди, он получил ежегодную стипендию в размере 750 лир и поступил в Брерскую академию искусств в Милане, где учился у Джузеппе Бертини. Во время обучения Франческо Филиппини подружился с Леонардо Бистольфи и Оресте Сильвестри. Здесь он познакомился с новыми тенденциями в искусстве, в частности с живописью Транквилло Кремоны — основателя стиля «скапильятура», оказавшего большое влияние на его дальнейшее творчество. В это время он писал главным образом портреты и картины на исторические сюжеты.
В 1876 году в Брешии с картиной «Обнажённый в художественной студии» (итал. Studio di nudo) Франческо Филиппини выиграл конкурс Камилло Броццони. В 1878 году он снова победил на этом конкурсе с новой картиной «Обнажённый в художественной студии» (итал. Studio di nudo) и получил трёхлетнюю стипендию в размере 1500 лир для стажировки в мастерских признанных живописцев в Риме и Париже.
Летом 1879 года, вместе с художниками Роберто Вентури, Мозе Бьянки и Эудженио Джиньоусом, Франческо Филиппини посетил ежегодную выставку салона в Париже. Его не впечатлили поиски импрессионистов. Ему оказался близок стиль позднего романтизма.
Вернувшись в Милан, в сентябре 1879 года он представил на конкурс Камилло Броццони свою новую работу «Фульвия сообщает Цицерону о заговоре Катилины» (итал. Fulvia che svela a Cicerone la congiura di Catilina). Картина была написана им под сильным влиянием творчества всё того же Транквилло Кремоны. По этой причине некоторые члены жюри объявили работу не достаточно зрелой и сняли полотно с конкурса. Разочарованный автор решил навсегда оставить занятие живописью и попытался поступить на службу в финансовую полицию, куда не был принят по состоянию здоровья.
Тем не менее он продолжил участвовать в ежегодной выставке Брерской академии искусств. В 1880 году город Брешиа приобрёл у него картину «Смерть Калигулы» (итал. La morte di Caligola). В ноябре того же года Франческо Филиппини снова выиграл конкурс Камилло Броццони с картиной «Фра Анжелико на коленях пишет образ Богоматери» (итал. Beato Angelico che dipinge ginocchioni le sue Madonne), или «Келья блаженного Ангелика» (итал. La cella del Beato Angelico ). Ныне местонахождение этой работы неизвестно.
|  |  |  |  |  |  |
|  |  |  |  |  |  |

### Натуралистический период (1880—1895)
В 1880 году художник окончательно переехал в Милан, где сначала зарабатывал на жизнь, давая частные уроки рисования и преподавая в монастырской школе. В том же году он присоединился к движению скапильятура, членами которого были молодые писатели, композиторы и художники. Его картины того периода написаны в стиле ломбардского натурализма. Это прежде всего пейзажи, сцены из жизни селян и, реже, портреты. В 1882 году Франческо Филиппини передал родному городу одно из своих самых известных полотен «Вечер в Валь Тромпия» (итал. Vespero in Val Trompia), ныне хранящееся в Муниципальном музее искусств и истории в Брешии. Этой картиной он выиграл ещё один конкурс Камилло Броццони в 1881 году.
На 1880-е годы пришёлся пик творческой активности живописца. Успешное участие в Национальной выставке в Милане (1881), Выставке изобразительного искусства в Риме (1883) и Генеральной итальянской выставке в Турине (1884) принесло ему всеобщее признание. В 1887 году его «Пейзаж» был удостоен премии Фумагалли. В 1888 году он стал почётным членом Брерской академии искусств. В 1889 году за картину «Молот» (итал. Il maglio) получил премию Фонда Каноника. В 1890 году Фонд Милиус вручил ему премию за полотно «Трепание пеньки» (итал. La stigliatura della canapa).
Добившись признания, Франческо Филиппини открыл в Милане собственную студию в доме № 12 на улице Милаццо. В 1890-х годах у него сложились дружеские отношения с представителями «ломбардского дивизионизма», одному из которых, Джованни Сегантини, он посвятил свою картину «Впечатление на лагуне» (итал. Impressione sulla laguna). Полотно было написано им в стиле импрессионизма. В 1891 году художник написал ещё одну из своих самых известных картин «Привал, или Вечер» (итал. Sosta o Vespero).
|  |  |  |  |  |
|  |  |  |  |  |

### Смерть
Франческо Филиппини умер в шесть часов утра в своей мастерской в Милане 6 марта 1895 года. Причиной смерти был туберкулёз. По слухам он завещал себя кремировать. Однако после панихиды в церкви Венчания Богоматери небесной славой его похоронили на Монументальном кладбище Милана. В том же году состоялась его первая посмертная выставка, на которой были представлены двадцать восемь картин художника. На деньги от их продажи, скульптором Павлом Петровичем Трубецким был создан бронзовый бюст Франческо Филиппини, который установили на его могиле. Когда 2 июля 1925 года останки художника перезахоронили в родном городе на Монументальном кладбище Брешии, его бронзовый бюст перенесли в сады Ребуффоне у Венецанских ворот в Брешии. Ныне в садах находится копия, а оригинал хранится в Муниципальном музее искусств и истории в Брешии.

## Музеи
Работы Франческо Филиппини находятся в ряде музейных собраний :
- Музей Галлери де Пьяцца Скала, Милан (Prime Nevi)
- Музей Пинакотека Брера, Милан (Il maglio, La strigliatura della canapa)
- Галерея современного искусства Милана
- Коллекция искусства Фонда Карипло, Милан
- Музей Санта Джулия, Брешия
- Пинакотека Тозио Мартиненго, Брешия
- Коллекция музея Регион Ломбардия, Милан
- Академия изящных искусств Брера, Милан (Mattino di novembre a Ligurno, 1885)
- Музеи цивики искусства и истории Брешии (Autoritratto giovanile, Studio di nudo virile, Giovane donna dal vestito verde, Ritratto del padre, Ritratto della madre, Paesaggio, Fulvio che svela a Cicerone la congiura di Catilina)
- Музей современного искусства Риччи Одди, Пьяченца
- Галерея современного искусства Новары
- Вилла Реале Милан, «Civiche Raccolte D’Arte Museo Dell’Ottocento Villa Belgiojoso Bonaparte», Милан
- Национальная пинакотека Болоньи

## Подпись
Подпись художника, как правило, располагается в правом нижнем углу и выполнена красной краской, курсивом.

## Художественный рынок
На аукционе Sotheby's в Милане в 2007 году картина Франческо Филиппини, написанная маслом на холсте, «Ai piedi del ghiacciaio» («У подножия ледника», 1875 г.) была продана за 102.250 евро. плюс аукционные сборы . В 2008 году работы Филиппини были проданы на рынке частным коллекционерам за 350 000 евро. Наиболее ценными и востребованными являются сюжеты, изображающие крестьян и пастухов, горы, холмы.